# Christin Piek
Christian Albert Piek (23 de gener de 1889 - ?) va ser un esportista belga que va competir a començaments del segle xx. Especialista en el joc d'estirar la corda, guanyà la medalla de bronze als Jocs Olímpics de 1920 a Anvers.